# The Phantom Killer
A Fantom gyilkos ("The Phantom Killer") egy máig azonosítatlan amerikai sorozatgyilkos neve. 1946-ban kevesebb mint három hónap leforgása alatt négy támadást hajtott végre a Texas és Arkansas államok határán lévő Texarkana nevű településen. Másfél hónap alatt 5 embert ölt meg és további hármat súlyosan megsebesített.
A támadásokra szinte kivétel nélkül hétvégéken került sor, 1946. február 22. és május 3. között. A gyilkos első áldozatai Jimmy Hollis és Mary Larey voltak, akik szerencsésen túlélték a támadást. Az első kettős gyilkosság négy héttel később történt, amelyben Richard Griffin és Polly Ann Moore esett áldozatul. A második kettős gyilkosság Paul Martin és Betty Jo Booker ellen történt, pontosan három héttel a korábbi támadás után. Végül, majdnem pontosan három héttel később, Virgil Starkot meggyilkolták, a feleségét pedig súlyosan megsebesítették. Az ügyben a Texas Rangers nevű rendőrségi egység kezdett nyomozni.
A gyilkosságok egész nyáron rémületben tartották Texarkana környékét. Alkonyatkor a lakosok bezárkóztak házaikba, miközben a Texas Rangers az utcákon és a környéken járőröztek. Bár az éjszaka működő vállalkozások forgalma csökkent, a fegyverboltok forgalma jelentősen megemelkedett ebben az időszakban, főként a lőfegyverekből, lőszerből, ajtózárakból és egyéb más védelmi eszközökből emelkedett meg a kereslet. Számos pletyka keringett arról, hogy a Fantomot elfogták, vagy hogy időközben elkövetett egy harmadik, sőt, negyedik kettős gyilkosságot is. A város lakói félelemben éltek, sokan szállodákba és a házaikban bujkáltak. Egyes fiatalok a saját kezükbe véve az ügyet megpróbálták lépre csalni a Fantomot azzal a szándékkal, hogy megöljék. A hatóságok egy 1948-as megoldatlan esetet, Virginia Carpenter eltűnését is a Fantomgyilkosnak tulajdonítják.
Három hónapig tartó biztonsági ellenőrzések után, miután a Fantom ez idő alatt egyszer sem csapott le újra, a Texas Rangers végül felhagyott a művelettel, és elhagyta a várost. A gyilkosságokról számos publikáció megjelent világszerte, több filmfeldolgozást is készítettek az esetről.
Az ügy legfőbb gyanúsítottja Youell Swinney volt, egy karrierbűnöző, akit a gyilkosságokhoz elsősorban a felesége ellene szóló vallomásai és további közvetett bizonyítékok fűztek. A bíróságon azonban az asszony visszavonta a vallomását, és a házkutatást sem írták alá, így a férfit nem ítélték el a gyilkosságok miatt, helyette hamisítóként és autótolvajként került rács mögé.
A gyilkosságokról többször is készült film. Először 1976-ban, majd 2014-ben, amely az előbbinek egyfajta folytatása.

## Bűncselekmények

### 1946. február 22.: Az első támadás
1946. február 22-én, pénteken, a 25 éves Jimmy Hollis és barátnője, a 19 éves Mary Jeanne Larey első randevújukon voltak. Az este folyamán betértek egy moziba, ahol megnéztek egy filmet, majd éjjel 23:45 körül a Szerelmesek Sétányának (Lover's Lane) nevezett eldugott útszakaszon parkoltak le kocsijukkal, hogy kettesben legyenek.
Körülbelül tíz perccel később, 23:55-kor egy ismeretlen alak bukkant fel - az idegen riasztóan nézett ki: fejére egy egyszerű, fehér vászonzsákot húzott, csupán a szemének és a szájának vágott ki lyukakat - a vezetőoldal felőli ajtónál, és egy zseblámpával bevilágított a jármű belsejébe. Hollis azonnal érezte, hogy ez jó tréfa-e, és azt mondta, hogy a férfi rossz emberrel szórakozik. Az ismeretlen ekkor így válaszolt: " Nem akarlak megölni, haver, szóval tedd, amit mondok!"
Hollist és Larey az idegen kiparancsolta a járműből a vezető felőli ajtón keresztül, majd utasította Jimmyt, hogy vegye le a nadrágját. Miután a férfi végzett, a támadó fejbe verte a fegyverével. A fiatal férfi később elmondta a nyomozóknak, hogy az ütés olyan hangos volt, hogy először azt hitte, a tettes rálőtt, a hang azonban valójában a koponyája betörésének hangja volt. Úgy vélte, a férfi megpróbálja őket kirabolni, így Hollis megmutatta a pénztárcáját, hogy bebizonyítsa, nincs náluk pénz, aminek válaszául a támadó egy tompa tárggyal őt is fejbe verte. A tettes ezután talpra állította a rémült lányt. "Kezdj el futni!" - utasította a lányt. Mary a közeli árok felé kezdett menekülni, de a tettes ráparancsolt, hogy a másik irányba fusson.
Ahogy kiért az útra, Mary észrevett egy, az út szélén parkoló autót, de az üres volt. Mikor megfordult, szembe találta magát a támadóval, aki kíváncsian azt kérdezte: "Miért futottál el?". Mikor a lány azt felelte, azért, mert a férfi erre utasította, a támadó hazugnak nevezte Mary-t, majd leütötte, letépte róla a ruhát, fegyvert rántott, és a pisztoly csövével megerőszakolta a szerencsétlen teremtést.
A merénylet után Mary Larey gyalog kezdett menekülni. Fél mérfölddel odébb talált egy házat, de senki nem nyitott neki ajtót. Végül egy másik házhoz ért, ahol a tulajdonos aztán mentőt hívott és értesítette a rendőrséget. Közben Hollis is magához tért, és sikerült megállítania egy járókelőt a Richmond úton. Az autós a helyszínen hagyta Hollist, és a közeli temetkezési házhoz hajtott, ahol értesítették a rendőrséget. Harminc perccel később a Bowie megyei seriff, W. H. "Bill" Presley és három másik rendőrtiszt megérkezett a helyszínre, de a támadónak addigra már hűlt helyét találták. 100 méterrel arrébb a parkolóban álló autójuktól megtalálták Hollis nadrágját.
Larey-t egy éjszakára a kórházban tartották a kisebb fejsérülés és a kegyetlen erőszak miatt, Hollis pedig napokat töltött orvosi kezelés alatt az elszenvedett koponyasérülések következtében, de mindketten túlélték a támadást. Hollis és Larey azonban ellentmondásos személyleírást adtak a támadójukról: Larey azt állította, hogy a tettes egy fehér zsákot hordott a fején, a szemének és a szájának kivágott lyukakkal, és a szemek alapján a tettes afroamerikai lehetett. Ezzel szemben Hollis azt állította, hogy férfi fehér bőrű és kb. 30 év körüli, de elismerte, hogy nem tudta kivenni a vonások részleteit, mivel a tettes egy zseblámpával elvakította őket. Mindketten egyetértettek abban, hogy a támadó 180 cm magas volt. A bűnüldöző szervek többször is kétségbe vonták Larey beszámolóját, és úgy vélték, hogy ő és Hollis tisztában voltak a támadójuk kilétével és őt fedezték.

### 1946. március 24.: Az első kettős gyilkosság
A 29 éves Richard L. Griffint és barátnőjét, a 17 éves Polly Ann Moore-t 1946. március 24-én, vasárnap este fél hét és hét óra között holtan találták Griffin 1941-es Oldsmobile szedánjában. Egy, a közelben elhaladó motoros látta Rich Road (ma South Robinson) nevű szerelmesek sétányán parkolni egy vasútvonal közelében, száz méterre délre a 67-es autópályától nyugatra, a Club Dallas nevű éjszakai szórakozóhely közelében. Amikor meglátta az autóban lévő két fiatalt, a motoros először azt hitte, hogy alszanak. Közelebb érve azonban látta a szörnyű valóságot.
A helyi rendőrség nem sokkal később megérkezett a helyszínre. Griffin az első ülések között térdelt, kezeit a feje alá téve, zsebei ki voltak forgatva. Moore-t arccal lefelé találták a hátsó ülésen. Az autó előtt azonban egy takaró hevert, amely azt bizonyította, hogy a lányt a kocsin kívül ölték meg, és csak utána tették a kocsiba.
Griffint két lövés érte az autóban, a lövedékek a tarkójába fúródtak és végeztek vele. A jármű mellett talált véres földdarabok arra utaltak, hogy a párt a kocsin kívül ölték meg, és a holttestüket visszahelyezték a járműbe. A helyszínelés során egy 32-es kaliberű töltényhüvelyt találtak, a vizsgálat arra mutatott, hogy egy Colt revolverből adták le a gyilkos lövéseket.
Nincsenek jelentések azzal kapcsolatban, hogy Griffint vagy Moore-t patológus megvizsgálta volna. A korabeli helyi pletykák szerint, szexuális erőszak is történt, bár ezt az állítást a modern jelentések cáfolják. A gyilkosságokra reagálva a helyi hatóságok a texasi és az arkansasi rendőrséggel, a Közbiztonsági Minisztériummal, a Miller és Cass seriffhivatalokkal, valamint az FBI-jal összefogva az egész városra kiterjedő nyomozást indított. Március 27-ig a helyi rendőrség mintegy 50-60 tanút hallgatott ki az üggyel kapcsolatosan, köztük a bűntény helyszínéhez közel lévő bárok tulajdonosait is. Március 30-án a rendőrség 500 dolláros nyomravezetői díjat ajánlott fel annak, aki bármilyen új információval tud szolgálni a Griffin-Moore gyilkosságról vagy olyan információval rendelkezik, amely elvezethet a bűntényért felelős személy vagy személyek letartóztatásához és elítéléséhez. A jutalom azonban nem eredményezett eredményes nyomokat vagy gyanúsítottakat, ehelyett több mint 100 hamis bejelentéshez vezetett.

### 1946. április 13.: A második kettős gyilkosság
Április 13-án, szombat este a 15 éves Betty Jo Booker szokásos heti koncertjén játszott a szaxofonján a The Rythmaires együttessel a West Fourth és az Oak Street kereszteződésén lévő VFW klubban. Április 14-én, vasárnap hajnali fél egy körül érkezett meg a barátja, a 17 éves Paul Martin, hogy felvegye a lányt. A párt ekkor látták utoljára élve.
Martin holttestét aznap reggel 5.30 körül találta meg Mr. és Mrs. G. H. Weaver és a fiuk, az oldalán fekve a North Park Road északi oldalán. Az út másik oldalán, kicsivel lejjebb, vért találtak, egy kerítés tövében. Négyszer lőttek rá: egyszer az orrán találták el, majd hátulról a bal oldali, negyedik borda környékén, a jobb kezén és a tarkóján. 
Betty Jo Booker holttestét aznap éjjel fél tizenkettőkor, egy fa mögött találták meg, Martin testétől 3,2 kilométerre. A Boyd család talált rá barátjukkal, Ted Schoeppey-val együtt, aki csatlakozott a családhoz. A lány helyzetének körülményei azonban a rendőrök számára is bizarr volt: Betty a hátán feküdt, teljesen fel volt öltözve, jobb keze pedig kabátja zsebébe volt dugva. Bookert kétszer lőtték meg, egyszer a mellkasán, egyszer pedig az arcán. A ballisztikai vizsgálat kimutatta, hogy a használt fegyver megegyezik az első kettős gyilkosság fegyverével, amelyet egy 32-es automata Colt pisztolyként határoztak meg.
Martin 1946-os Ford Club kupé autóját Booker testétől mintegy 4,8 km-re, az ő testétől pedig 1,55 mérföldre (2,49 km) találták meg. A Spring Lake Park előtt parkolt, a kulcsok még mindig benne voltak. A hatóságok nem voltak biztosak benne, hogy melyiküket lőtték le először. Presley seriff és Manuel Gonzaullas, a texasi rendőrőrs kapitánya elmondta, hogy a holttestek vizsgálata azt mutatta ki, hogy mindketten sokat küzdöttek az életükért. Martin barátja, Tom Albritton elmondta a nyomozóknak, nem hiszi, hogy vita történt volna az áldozatok között, és hogy Martinnak nem voltak ellenségei. A bűnüldöző szervek nem találták meg Booker szaxofonját a tetthelyen; a hangszert végül körülbelül hat hónappal később, október 24-én találták meg, ugyanabban az alátétes fekete tokban, közel ahhoz a helyhez, ahol Betty holttestét megtalálták.
Az újabb eset csak még tovább növelte az indulatokat, és ezennel már 1700 dollárra emelkedett a nyomravezetői díj a Griffin-Moore-, valamint a Martin-Booker-gyilkosságokban. Ennek következtében pletykák kéltek szárnyra; az egyik pletyka szerint a Martin-Booker-gyilkosság gyanúsítottjaként saját fiát jelentette fel. Április 18-án Gonzaullas kapitány egy sajtótájékoztatón közleményt adott ki a nyilvánosság számára, amelyben elismerte, hogy a gyilkost nem sikerült még elfogniuk, valamint felkérte az embereket, hagyjanak fel a találgatásokkal, mert az újságokban és a lakosság között terjedő pletykák akadályozzák a nyomozást és ártatlan embereket károsít meg.

### 1946. május 3.: Az utolsó bűncselekmények
Május 3-án, pénteken, valamikor 21 óra előtt a 37 éves gazda és hegesztő, Virgil Stark szerény, tanyasi stílusú házában tartózkodott az 500 hektáros tanyáján, a keleti 67-es út mellett, 16 km-re északkeletre Texarkanától. Bekapcsolta a rádiót, hogy meghallgassa kedvenc heti rádióműsorát, míg felesége, a 36 éves Katie fűtőbetétet helyezett a férje fájó hátára. Virgil Stark a karosszékében ült a nappaliban, amely közel volt a nappalihoz és a hálószobához is.
Katie épp a hálószobában öltözött a hálóruhájába, amikor egyszer csak zajt hallott a kertből, így megkérte Virgilt, kapcsolja ki a rádiót. Néhány másodperccel később, miközben Virgil az újságot olvasta, hirtelen két lövés dördült, a karosszék mögötti ablak pedig betört. Mindkét lövés eltalálta a férfi tarkóját, és azonnal megölte őt. Katie nem hallotta a lövéseket; azt hitte, Virgil elejtett valamit, így belépett a szobába, hogy megnézze, mi történt.
Ahogy belépett a nappaliba, látta, ahogy Virgil felkel, majd azonnal visszahanyatlik a székbe. Az asszony észrevette a vért, odaszaladt, és felemelte a fejét. Amikor rájött, hogy a férje meghalt, a nő a telefonhoz rohant, hogy felhívja a rendőrséget.
Épp kicsöngött a vonal, amikor kétszer arcon lőtték ugyanazon az ablakon keresztül, ahonnan a férjét is meglőtték. Az egyik golyó az arca jobb oldalát találta el, és a füle alatt távozott. A másik az ajka alatt fúródott be, szétroncsolta az állkapcsát és több fogát is kitörte. A nő térdre zuhant, de hamarosan talpra küzdötte magát. A nappaliba futott, hogy elővegye a pisztolyt, amelyet biztonsági okokból tartottak a házban, de a saját vére teljesen elvakította. Hallotta, ahogy a gyilkos széttépi a hátsó ajtón a szúnyoghálót,betöri az ajtót, és a hátsó veranda felől behatol a házba. A nő azt hitte, a férfi meg fogja ölni, ezért a hálószoba felé kezdett menekülni. A gyilkos közben a verandára ment. Amikor meghallotta, ahogy az elkövető belép a konyhába, Katie átfutott az ebédlőn, a hálószobán és a folyosón, majd a nappalin és a bejárati ajtón keresztül kimenekült a házból. Véresen, mezítláb szaladt a közelben álló nővére és sógora házához, de mivel nem volt otthon senki, tovább menekült, a Prater házig. Prater a segélykiáltásokra és a dörömbölésre ajtót nyitott. A sokkos állapotban lévő nő csak annyit tudott kinyögni: "Virgil meghalt.", majd elájult és összeesett.
Prater a puskájával a levegőbe lőtt, hogy felriassza a szomszédot, Elmer Taylort. Prater utasította Taylort, hogy hozza az autóját, mert Starkékat lelőtték, és az asszonyt kórházba kell vinni. Talyor Mr. és Mrs. Praterrel és kisbabájukkal együtt Mrs. Starkot a Michael Meagher Kórházba (ma Miller Megyei Egészségügyi Intézet) szállították.
A Miller megyei seriff, W. E. Davis, aki vezette a nyomozást, a műtőben kihallgatta Mrs. Starkot. A hírt másnap, május 4-én, szombaton reggel a címoldalon jelentette meg a sajtó. Négy nappal később Davis seriff ismét beszélt Mrs. Starkkal a kórházban. Mrs. Stark elmondta, hogy a támadást megelőző estéken Virgil rendszeresen hallott egy idegen gépjárművet a házuk előtt, és attól félt, hogy meg fogják őket ölni.

## Nyomozás és következmények
A Miller megyei seriffhivatalt néhány perccel azután értesítették, hogy a riasztás elérte a Hope városi rendőrséget. Charley Boyd és Max Tackett Arkansas állami rendőrtiszteket értesítették a rádión, és ők voltak az elsők, akik a helyszínre érkeztek. Néhány jelentés ellentmondásos volt: egyes beszámoló szerint, Virgil Stark teste még mindig a vérben ázó fotelben ült, és a szék az elektromos fűtőberendezés miatt kigyulladt. "Füst töltötte be a szobát, és a férj körül és a lábai közt szállt fel". Mégis, W. E. Davis seriff elmondta, hogy amikor a tisztek a helyszínre értek, a karosszék már lángokban állt, de Stark teste nem égett mert, mert a földön hevert.
A gyilkosságok hírének elterjedését követően azonnal útzárat rendeltek el északkeleti és délnyugati irányba, több mérföldre keletre a 67-es főúton. Davis seriff a környező településekről tiszteket hívott segítségül a nyomozáshoz, köztük két FBI-ügynököt, Gonzaullas kapitányt és más texasi Rangert, Presley seriffet és helyetteseit, Jim Sanderson az Arkansas állambeli Little River megyéből, a helyi rendőrséget és még sokan másokat.
A házban a nyomozó számos vérnyomot találtak. Az asztalon Mrs. Stark ruhakészítéshez szükséges eszközei voltak. Az ablakban csak két, golyó ütötte lyuk volt, amiből Davis seriff azt gyanította, a gyilkos egy automata puskát használhatott. A nyomozók kiderítették, hogy miután a gyilkos lelőtte Virgilt, türelmesen várta az ablak alatt, hogy az asszony belépjen a szobába.
Három nyomot találtak a helyszínen. Az első a lövedékek kaliberét megerősítő hüvelyek voltak. A második egy zseblámpa volt, amelyet az ablak alatti sövényben találtak, ahonnan Starkot lelőtték. Az utolsó nyom pedig a véres nyomok: véres lábnyomok voltak a ház körül, véres cipőtalp-nyomok a konyha padlóján és máshol szétkenődött ujjlenyomatok, de ezeket sosem tudták azonosítani. Davis seriff kijelentette, hogy ezt a gyilkosságot bár nem lehet közvetlenül összekapcsolni a Fantommal, mert ebben az esetben a fegyver egy .22-es kaliberű lőfegyver volt, míg a Fantom .32-es kaliberű fegyverrel gyilkolt, mégis "lehetséges, hogy a Stark házaspár gyilkosa és a korábbi gyilkosságok elkövetője egy és ugyanazon személy".
A nyomozók mindenkit kihallgattak, akik a kettős gyilkosság idején a környéken tartózkodtak, és jegyzőkönyveztek minden, a környéken felbukkant, azonosított férfit is, majd mindenkit kikérdeztek.
Szombat kora reggel vérebeket vittek Hope-ból a tetthelyre az Arkanasas rendőrség emberei. A szagminta az autópályára vezetett, mielőtt eltűnt. Azon az éjszakán sok rendőr járőrözött a Szerelmesek sétányán abban reménykedve, hogy megakadályozhatják az újabb támadást. Vasárnap estére újabb állami rendőröket hívtak segítségül a nyomozáshoz, és a helyi civilek biztonsága érdekében. A rendőrök legalább tizenkét gyanúsítottat vettek őrizetbe, de csak hármat tartottak bent további kihallgatásokra. Negyvenhét tiszt dolgozott éjt nappallá téve, hogy hogy megoldják a rejtélyt. Köztük volt négy megye seriffje, Gonzaullas kapitány a Texas Rangers munkatársai, valamint Tillman Johnson főnökhelyettes.
A tetthelyen talált zseblámpát Washingtonba küldték, hogy az FBI további vizsgálatokat végezhessen rajta. Ezalatt Mrs. Starks állapota javulást mutatott a Michael Meagher Kórházban a kezelésnek köszönhetően.
A nyomozók szerint a tettes indítéka az aberrált "szexmánia", mivel a gyilkos a lakásból nem vitte el pénzt, Mrs. Starks pénztárcája nem tűnt el, mint ahogy az ékszerei is az ágyra tett dobozokban voltak. 1946. május 5-én, vasárnap a texarkanai újság úgy fogalmazott, hogy a gyilkosságokat egy "szexmániás követte el.
Virgil halálának éjszakája még tovább fűtötte a már amúgy is rettegésben élő lakosságot. A rendőrségen egyre nőtt a nyomás, a nyomravezetői díjat pedig 7025 dollárra emelték, amire csak tovább szította az indulatokat. A következő kedden mobil rádiókat küldtek a texasi Austinból Texarkana városába. Gonzaullas kijelentette, hogy az egységet, amely "az ország legjobbja" egy rádiós mechanikás berendezésekkel szerelték fel, amely lehetővé teszi a tisztek számára, hogy ne csak a parancsnoksággal, hanem egymással is társaloghassanak a járműveken belül.
Másnap a mobil rádió adóállomás késő délután érkezett Texarkanába, tíz rendőrautóval és húsz állami rendőrtiszt kíséretében. Gonzaullas kapitány azonnal üzembe helyezte a készüléket. A Nemzetközi Hírszolgálat tudósítója fenntartásokat tett arra, hogy a városba jöjjenek és ismertessék a történetet.
Május 9-én, csütörtökön reggel értesítették Davis seriffet arról, hogy a Starks-gyilkosság helyszínén talált zseblámpán nem találtak ujjlenyomatokat. Május 29-én, szerdán a texarkanai újság címlapján színes képen jelentették meg a zseblámpáról készült fényképet.

## A gyilkos

### A Fantomgyilkos
Az ismeretlen gyilkos csak Betty Jo Booker és Paul Martin halála után szerzett becenevet. A texarkanai Daily News április 16-i lapjának címoldalán a következő szerepelt: "A Fantomgyilkos gúnyolódik a rendőrségen." Néhány nappal később a következő szalagcím jelent meg: "A Fantomgyilkos még mindig szabadlábon van, és lehet, hogy folytatja a gyilkolást." JQ Mahaffey, a Texarkana Gazette ügyvezető szerkesztője 1946-ban elmondta, hogy Calvin Sutton, a Gazette ügyvezető szerkesztője élesen érzékelte a hírek drámáját, ami arra késztette, hogy megkérdezze, nem kezdhetik-e az ismeretlen gyilkosra hivatkozni. mint "A fantom". Mahaffey azt válaszolta: "Miért ne? Ha a továbbra is elkerüli, hogy letartóztassák, akkor bizony fantomnak nevezhető!"

### Leírás
Az első támadás áldozatai, Jimmy Hollis és Mary Jeanne Larey voltak az egyedüli áldozatok, akik leírták támadójukat. Hat láb (kb. 183 cm) magas volt, fején egy egyszerű vászonzsákot hordott maszkként, amelyen lyukak voltak kivágva a szemének és a szájának. Bár Hollis úgy hitte, fiatal, barnult bőrű, 30 évesnél fiatalabb fehér férfi, addig Larey úgy vélte, hogy világos bőrű afroamerikai. Az egyik túlélő áldozat Katie Starks volt, de ő sosem látta a tettes arcát. Mivel Hollis és Larey voltak az egyetlen túlélők, akik leírást tudtak adni, nem tudható, hogy a gyilkos a többi támadásai során viselt-e maszkot.

### Elkövetési mód (modus operandi)
A gyilkos esetében megállapított elkövetési mód az volt, hogy üres, elhagyatott vagy magánterületen, a környező városoktól elszigetelt helyeken, a város határain kívül egy .32-es kaliberű fegyverrel támadt fiatal párokra. Habár a Starks-gyilkosságban használt fegyver kalibere .22-es volt, az igazságszolgáltatás emberei továbbra is úgy vélik, hogy a Fantom egy .32-es kaliberű pisztolyt használt a gyilkosságok elkövetése közben.
A gyilkos szinte kizárólag hétvégén csapott le, általában három hét különbséggel és mindig késő este.

### Profil
A gyilkosról feltételezték, hogy ügyes és fürge mozgású. A tettes nagy erőfeszítéseket tett, hogy elrejtse a személyazonosságát, ami arra utal, hogy a Fantom okos, ám a tettei teljesen értelmetlennek tűntek. Úgy vélték, hogy az elkövető ravasz egyéniség, aki mindent megtesz, hogy elkerülje a kiszolgáltatottságot. Az egységen belül és az FBI-nál is úgy vélték, hogy a tettesnek erős a libidója, de a frusztrációja rendkívül hamar tetőzik. Erre utal, hogy Virgil Starks meggyilkolását követően az ügyben nyomozó 47 tiszt döntő többsége nem hivatalosan úgy vélte, hogy a gyilkos indítékai között szerepel egyfajta torz "szexmánia." Ezzel kapcsolatosan az egyik tiszt kijelentette: "Azt hiszem, ezekért a bűntettekért egy szexuálisan perverz egyén felel."
Dr. Anthony Lapalla, a Texarkanai Szövetségi Javítóintézet pszichológusa úgy vélte, hogy a gyilkos továbbra is tervez olyan váratlan támadásokat végrehajtani, mint amilyen Virgil Starks megölése volt a város mellett. Azt is sejtette, hogy Virgil Starks, Betty Jo Booker, Paul Martin, Polly Ann Moore és Richard Griffin gyilkosa ugyanaz a személy.
A pszichológus úgy vélte, a gyilkos életkora 30 és 50 év közé tehető. Lehetségesnek tartotta, hogy a gyilkost nyilvánvalóan a rendkívül erős nemi vágy motiválta, valamint hogy az elkövető egyértelműen szadista. Kijelentette azt is, hogy az az ember, aki ilyen bűncselekményeket képes elkövetni, az intelligens, okos, higgadt és mindent elkövet annak érdekében, hogy a rendőrség ne fogja el.
Lapalla elmélete szerint, a gyilkos mindig tudatában volt annak, hol tart a nyomozás, és tudta, hogy a rendőrök az üres utakon járőröznek - valószínűleg ezért választotta a félreeső házat az utolsó gyilkosságok esetében. A doktor kijelentette, hogy elméletei azonban csak a korábbi, hasonló jellegű eseteken alapszanak. Lapalla elmondta, hogy a gyilkos a hétköznapokban teljesen normális, átlagos életet élhet, tisztességes polgárnak tűnik. Kijelentette továbbá, hogy bár a gyilkos nagy helyismerettel rendelkezik a környéken, nem biztos, hogy helybeli az illető. A támadások az okos és rafinált tervezést bizonyítéka, vagyis a Fantom pontosan tisztában volt tettei súlyával és a következményekkel. Nem valószínű, hogy a megnövelt rendőrségi intézkedések elriasztották volna, de mivel nehézkessé vált a bűncselekményeket nagyobb kockázat nélkül elkövetnie, úgy döntött, hogy abbahagyja. "Ez az ember rendkívül veszélyes. Egyedül dolgozik, senki nem tudja, mit csinál, hogy ki lehet ő valójában, mert senkinek nem beszél róla" - mondta Lapalla, hozzátéve, hogy a gyilkos a múltbéli bűncselekményeket biztosíthatta be, hogy ismert maradjon az utókornak. Lapalla nem gondolta, hogy a tettes fekete bőrű lenne, és meg is magyarázta ennek okát.

## Gyanúsítottak
A Fantomgyilkos esetének nyomozása során a hatóságok csaknem 400 gyanúsítottat tartóztattak le.
A Hollis-Larey-ügyben nem sikerült a rendőrségnek gyanúsítottra lelniük.
A Griffin-Moore-ügyben több a hatóságok mint kétszáz személy hallgattak ki, és körülbelül ugyanennyi hamis tippet és bejelentést ellenőriztek, Három gyanúsítottat vettek őrizetbe véres ruházatuk miatt, kettőt közülük elengedtek, miután sikerült tisztázni őket. A többi gyanúsítottat a texasi Vermont-ban tartották, amíg a nyomozás folytatódott, de később mindegyiküket szabadon engedték.
A Martin-Booker-gyilkosságban első számú gyanúsított egy taxisofőr lett, amikor kiderült, hogy a taxiját aznap reggel látták a bűncselekmény helyszínének közelében, ám a nyomozás előrehaladtával a sofőrt is tisztázták. Bowie megye minden lakóját kikérdezték, férfiakat, nőket is kikérdeztek, és Bowie 160 km-es körén belül mindenkit kihallgattak.
Április 27-én, szombaton letartóztattak egy férfit a texasi Corpus Christiben, mert megpróbált eladni egy szaxofont egy zeneboltban. Előző héten a férfi bement a boltba, és megkérdezte, nem akarnak-e venni egy Bundy alto szaxofont. Mikor az eladó azt mondta, beszélnie kell a felettesével, a férfi azt kérdezte: "Miért kellene beszélnek vele? Hiszen itt dolgozol, nem?"
A lány azt állította, hogy a férfi ideges volt, és miután behívták az igazgatót, a férfi sietősen távozott. A férfit két nappal később, egy tóparti szállodában letartóztatták. Amikor átvizsgálták a szobáját, találtak egy 45-ös revolvert, amelyet két nappal korábban vásárolt. Április 30-án az eladó lány azonosította a férfit azzal, aki megpróbálta eladni neki a szaxofont. Noha a szaxofont nem találták meg, a nyomozók egy szatyornyi véres ruhát találtak a szállodai szobájában. Megvizsgálták, és a testén vágásokat találtak, amiket a férfi azzal magyarázott, hogy egy bárban történt verekedés során szerezte. A férfit alaposan lenyomozták, ám végül rájöttek, hogy nem lehetett ő a Fantom. Kétszer is ellenőrizték az alibijét, amely bebizonyította, hogy nem volt Texarkanában a gyilkosságok ideje alatt.

### A főgyanúsított
Max Tackett, egy 33 éves, akkor még újonc Arkansas állami rendőrtiszt , hamarosan kiderítette, hogy az egyik gyilkosság éjszakáján elloptak egy autót a környéke, majd nem sokkal a következő gyilkosság helyszínéhez közel egy másik ellopott autóra bukkantak rá. 1946. június 28-án, pénteken Tackett egy parkolóban talált egy autót, amit éppen megpróbáltak feltörni. A rendőr közbelépett és letartóztatta az illetőt, a 21 éves Peggy Swinney-t. Amikor kikérdezték, a nő elmondta, hogy egy ismerőse épp a texasi Atlantában próbált eladni egy lopott autót. A texarkanai nyomozók kapcsolatba léptek az ottani hatóságokkal, akik ekkor közölték, hogy őrizetbe vették a nő tettestársát.
A nyomozó odasietett, és megpróbált beszélni a férfival, mikor észrevette, hogy megpróbálnak feltörni egy kocsit. A rendőr azonnal a tolvaj után eredt, és rövid kergetőzés után el is fogta. A személyi igazolványa és a rendőrségi nyilvántartásból kiderült, hogy az illető Youell Swinney, egy 24 éves autótolvaj.
A felesége, Peggy a rendőrségen végül besokallt és vallomást tett a férfi ellen, miközben a nyomozók alaposan utánajártak a férfinak. A 24 éves tolvajra a szemtanúk által megadott személyleírás megegyezett, de mivel Swinney nem vallott és a házkutatási parancsot sem írték alá, nem lehetett megvádolni. A letartóztatását követően Swinney állítólag olyan kijelentéseket tett, hogy fél a villamosszéktől. A felesége végül bevallotta, hogy a férje a Fantomgyilkos, és beismerte, hgoy megölte Betty Jo Bookert és Paul Martint. A nő története a vallomások során itt-ott változott, a rendőrség úgy vélte, hogy a Swinney-től való félelem miatt, vagy mert bizonyos tényeket elhallgatott.
A vallomás alátámasztására a nyomozók megpróbáltak felkutatni olyan tárgyakat, amelyet Peggy vallomásával alátámaszthatják Swinney bűnösségét. A nyomozók találtak egy, valószínűleg a Starks-ügynök kapcsolható, mosodai címkével ellátott inget, de a kapcsolat mégsem volt egyértelmű. Ráadásul, Peggy vallomása volt az ügy legkritikusabb része. Számos tényező azonban cáfolja a hitelességét: a rendőrség nem kényszerítette ugyanis Peggy-t, hogy vallomást tegyen férje ellen, így nem vehető egyértelműnek, hogy tényleg Youell Swinney lett volna a texarkanai Fantomgyilkos. Azonban, sokan azon a véleményen vannak, mégis, hiszen tények szólnak emellett: miután Swinney-t börtönbe zárták, megszűntek a gyilkosságok és a Fantom eltűnt.
Youell Swinney aggodalmát fejezte azzal kapcsolatban, hogy a gyilkosságok miatt halálra ítélték, ezért úgy döntött, bűnösnek vallja magát. A rendőrség az ítélet ellenére, a mai napig bizonytalan a tettes valódi kilétét illetően, és valószínűnek tartja, hogy már sosem fog kiderülni a teljes igazság a texarkanai Holdfény Gyilkosságok ügyében.
Swinney öregkori nyilatkozatában azt mondta, felesége aljasul hazudott: nem ő volt a Fantom, és a férfi már csak azért is reménykedik, hogy a rendőrség elfogja a tettest, hogy bizonyíthassa ártatlanságát.

## Érdekességek, lehetséges kapcsolat más bűncselekményekkel
Sokan tartják azt az elméletet, hogy az 1946-os texarkanai Holdfény Gyilkosságok voltak egy későbbi sorozatgyilkos, a Zodiákus gyilkos első "kísérletei". Számos gyanús jel szól emellett, többek között:
- mindkét gyilkos követte az áldozatait;
- mindkét gyilkos ugyanolyan fegyvertárral rendelkezett (kés, pisztoly);
- a helyszíneken talált cipőnyomok méretei megegyeznek egymással;
- testalkatra a texarkanai Fantom és a Zodiákus nagyon hasonló;
- a holttesteket a bűncselekmények helyszínein hagyták;
- a gyilkosságok mindig hétvégeken történtek, és mindkét esetben kapcsolatban álltak a Holdállással (mindkét esetben csak teliholdkor történtek a támadások);
- a Zodiákus az egyik, a sajtónak küldött levelében Vörös Fantomnak nevezi magát.
- mindkét eset megoldatlan maradt (egy költözéssel abbamaradhattak a gyilkosságok Texarkanában, és kezdődhettek valahol máshol)

## A texarkanai gyilkosságok filmes feldolgozásai
A texarkanai Holdfénygyilkosságok történetét - több-kevesebb módosítással - többször is feldolgozták.
- A város, amely rettegett a Naplementétől (The Town That Dreaded Sundown) (1976)
- Rettegés alkonyat után (The Town That Dreaded Sundown) (2014)

## Fordítás
Ez a szócikk részben vagy egészben  a   Texarkana Moonlight Murders című angol Wikipédia-szócikk ezen változatának fordításán alapul.  Az eredeti cikk szerkesztőit annak laptörténete sorolja fel. Ez a jelzés csupán a megfogalmazás eredetét és a szerzői jogokat jelzi, nem szolgál a cikkben szereplő információk forrásmegjelöléseként.